# Осташівці
Оста́шівці — село в Україні, у Озернянській сільській громаді Тернопільського району Тернопільської області. До 2015 — адміністративний центр Осташівської сільськоі ради, якій підпорядковувалося с. Данилівці. Від вересня 2015 року ввійшло у склад Озернянської сільської громади. Розташоване на річці Восушка, у центрі району.
Населення — 606 осіб (2001).

## Історія
Перша писемна згадка — 1598 року. В 1675-1676 роках Осташівці, як і сусідня Озерна були спустошені турками. 3 цих часів  на краю села стояв кам’яний хрест. Старі люди розповідають легенду, що тут поховано молоду і молодого, які їхали зі шлюбу і попали на загін бусурманів. Село в 1747 році мало дерев’яну церкву “Введення у храм Пресвятої Богородиці”
Діяли «Просвіта» й інші українські товариства.
12 червня 2020 року, відповідно до розпорядження Кабінету Міністрів України № 724-р «Про визначення адміністративних центрів та затвердження територій територіальних громад Тернопільської області» увійшло до складу Озернянської сільської громади.
19 липня 2020 року, в результаті адміністративно-територіальної реформи та ліквідації Зборівського району, село увійшло до складу Тернопільського району.

## Пам'ятки
Є церква Введення в храм Пресвятої Богородиці (1911, відбудована 1990).
Встановлено пам'ятний знак на честь скасування панщини (1868), споруджено меморіальний комплекс «Висота 417» (1978) на місці, де війська РА в липні 1944 прорвали німецький фронт; насипані символічні могили УСС та воїнам-односельцям, полеглим у німецько-радянській війні (обидві — 1990).

## Соціальна сфера
Діють клуб, бібліотека, ФАП, торговельний заклад.
Клуб не працює. Переселено до села Даниловець.

## Відомі люди

### Народилися
- Степан Балко — громадський діяч в Австралії,
- Мартин Барвінський — релігійний діяч, педагог[4],
- Богдан Бартків та Євген Бартків — журналісти, громадські діячі;
- Володимир Гриценко (15 лютого 1989 — 30 липня 2015) — солдат гранатометного взводу 43-го окремого мотопіхотного батальйону, загинув під Горлівкою, нагороджений орденом «За мужність» III ступеня (посмертно);[5]
- П. Кукурудза — художник;
- Данило Теличин — український поет, публіцист, журналіст, редактор.

### Пов'язані із селом
- Вальчишин Богдан Богданович  (17 жовтня 1990 р. с. Данилівці, загинув 1 лютого 2025 р.) - військовослужбовць Збройних сил України, загинув в районі н.п. Дружківка Донецької обл. Випускник Осташівської гімназії ім. Мартина Барвінського.
- В. І. Огірко — вчитель;
- Огірко_Василь_Іванович
- священик о. Володимир Бекасевич служив в Осташівцях і Данилівцях з 1953 до 1970 року, похований на Микулинецькому кладовищі (Тернопіль).
- священик о. Володимир Бекасевич

## Галерея

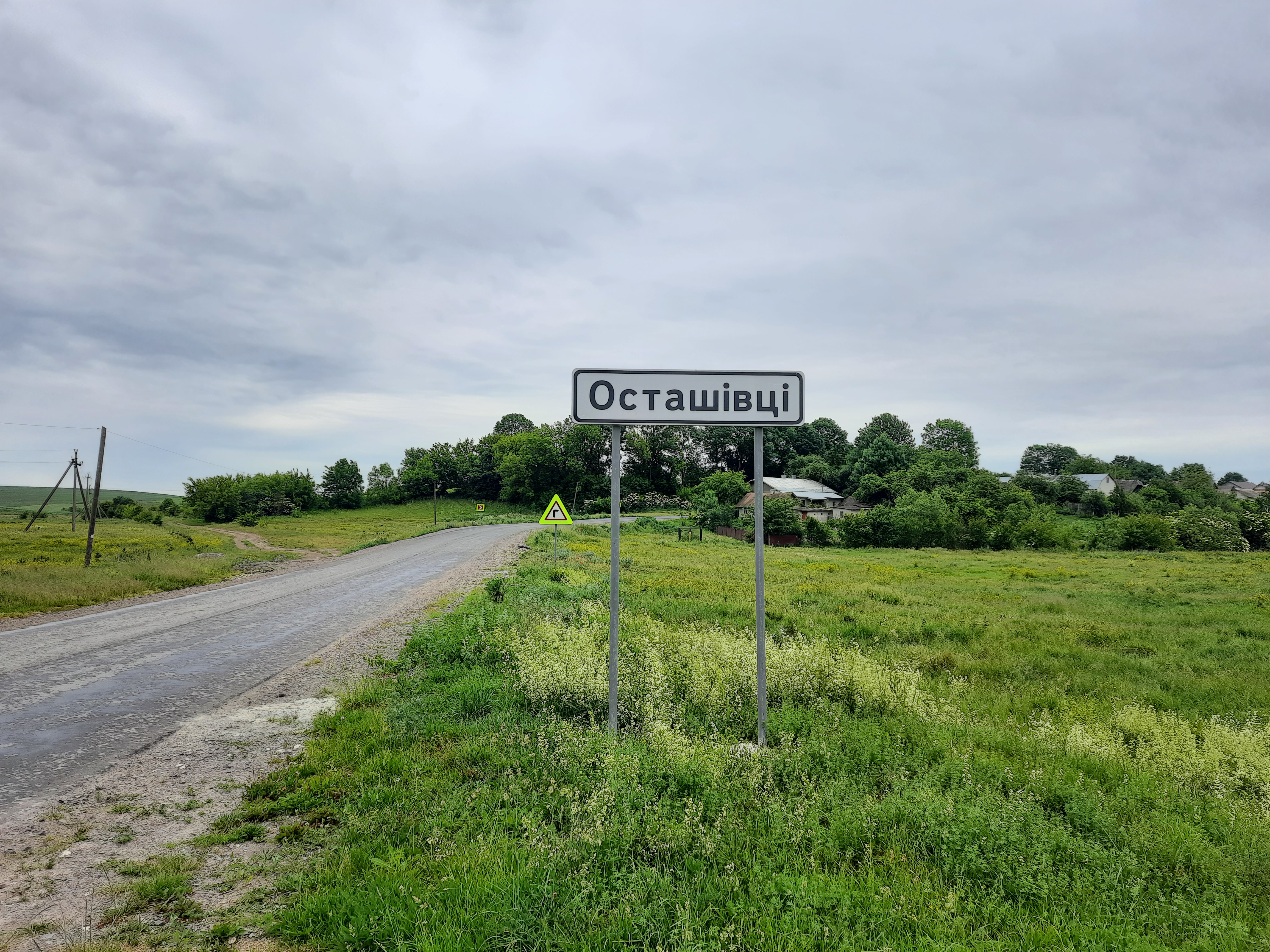
Дорожній знак при в'їзді в село
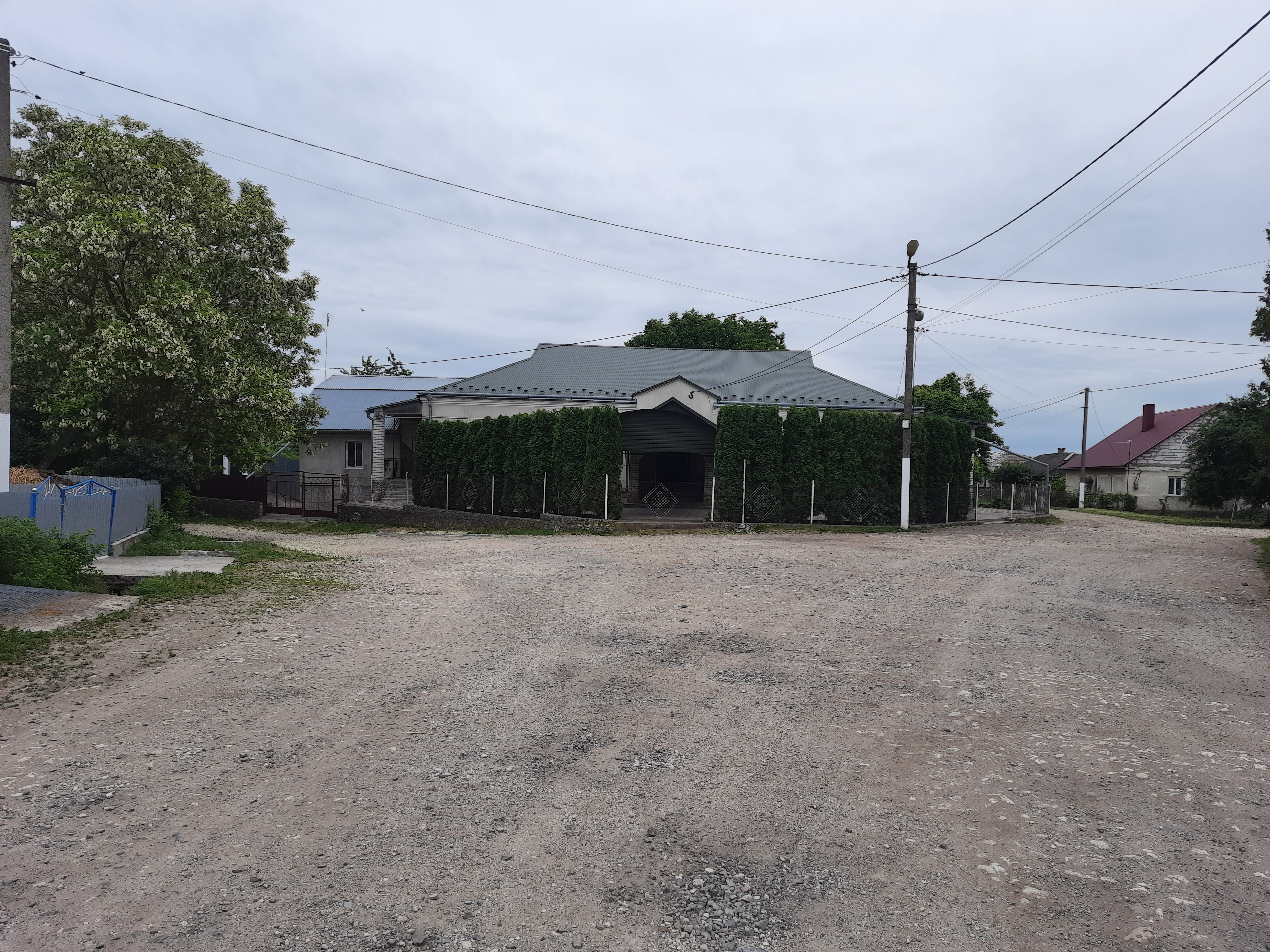
В центрі села
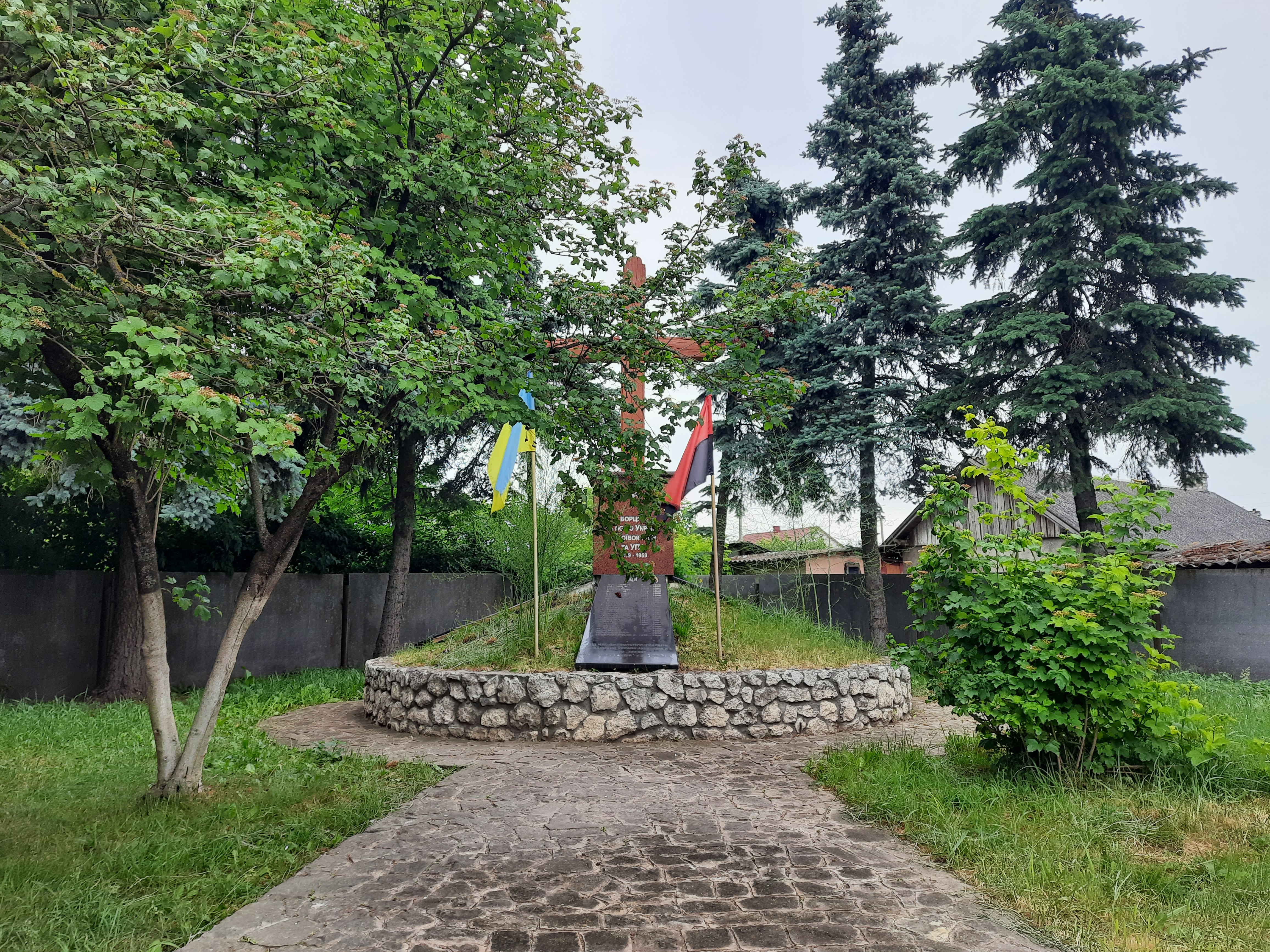
Символічна могила Борцям за волю України
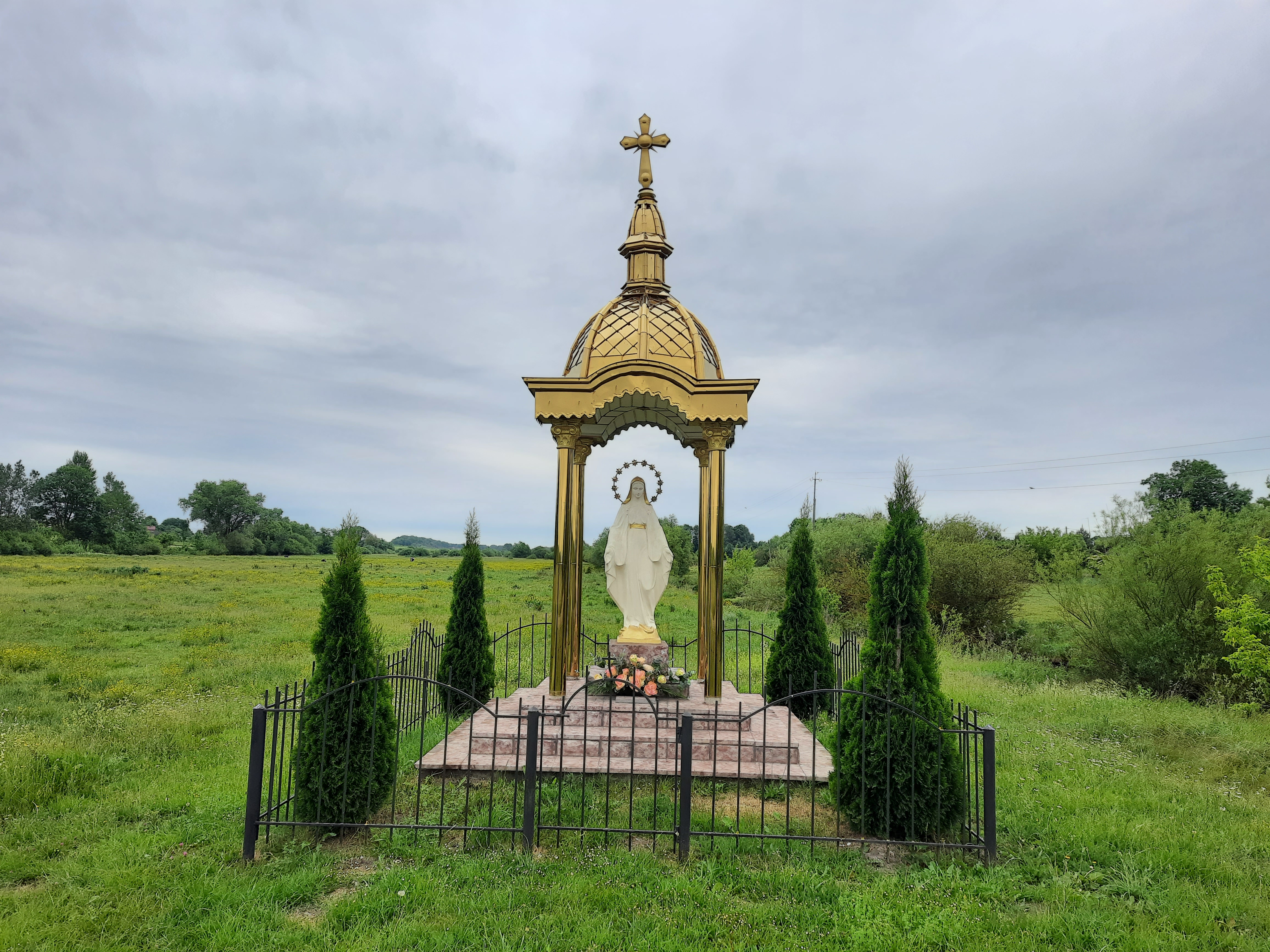
Статуя Божої Матері на околиці села
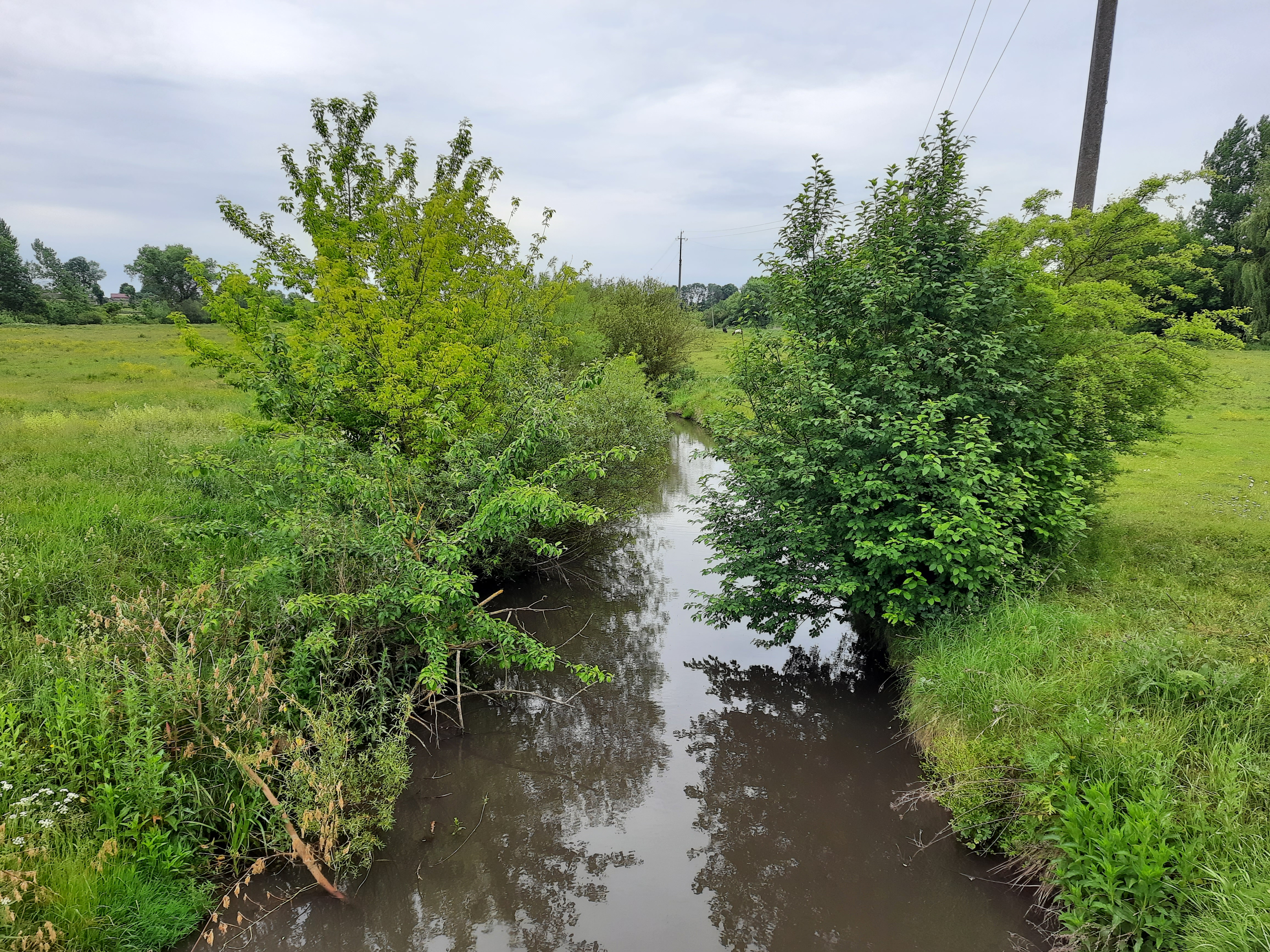
Річка Восушка біля села